# Tim Elter
Tim Elter (* 5. Oktober 2003 Lajares auf Fuerteventura) ist ein deutscher Surfer. 

## Leben
Elters Familie wanderte vor seiner Geburt nach Fuerteventura aus, wo er geboren wurde. 
Bereits im Alter von sechs Jahren begann Tim dort mit dem Surfen und nahm zwei Jahre später zum ersten Mal an einem Surfwettbewerb teil.
Elter war zunächst Ersatzsurfer für das für Olympia 2024 qualifizierte Team. Im Dezember 2023 wurde er ins Team zur Teilnahme an den Olympischen Sommerspielen nach der Verletzung eines Teammitglieds berufen, verfehlte jedoch wie Camilla Kemp den Einzug ins Achtelfinale.